# Font artística de la plaça de las Madres de la Plaza de Mayo
La font artística de la Plaça de las Madres de la Plaza de Mayo és una font a la plaça de las Madres de la Plaza de Mayo, al barri de Porta, al districte Nou Barris, Barcelona. Va ser creada en commemoració a les madres de la Plaza de Mayo. Està feta de ferro colat amb quatre brolladors i decorada amb elements vegetals i animals (fulles, cargols, peixos, etc.)